# SS501
SS501 (pronuncia-se Double-S 501, em inglês e 더블이스오공일, em coreano) foi um boy group sul-coreano formado em 2005 pela gravadora DSP Media. O grupo consiste em cinco integrantes: Kim Hyun Joong, Heo Yong Saeng, Kim Kyu Jong, Park Jeong Min e Kim Hyung Joon.
SS501 é um boy group que combina elementos da música pop e R&B em suas músicas. Em músicas como Fighter há até um pouco de rock. É essa variedade, juntamente com sua música, que os deu um lugar como um dos boy groups mais amados da Coreia do Sul.
O grupo estreou em 2005 com o single “경고” (Warning) e lançaram o single Snow Prince no final do mesmo ano. Alcançaram o primeiro lugar nas paradas musicas com a música Never Again e lançaram seu primeiro álbum de estúdio, ST 01 Now, em 2006.
Em 2007, sob a gestão de Pony Canyon, SS501 entrou no mercado musical japonês com seu single de estreia Kokoro. O single alcançou a quinta posição no Oricon no dia da estreia, e se mudou para a terceira posição no dia seguinte. Ele também foi escolhido como tema de encerramento para um anime titulado Blue Dragon. Eles ganharam o prêmio de "Newcomer Award" no Japan Gold Disc Awards em janeiro de 2008; SS501 foi o primeira artista coreano à receber este prêmio.
Em 2008, devido à Hyun Joong ter feito parte do elenco de Boys Over Flowers e Jeong Min no the musical Grease, um projeto de grupo do SS501 consistindo de Heo Young Saeng, Kim Kyu Jong e Kim Hyung Joon foi formado. Eles lançaram o EP "U R Man". Durante a sua promoção,  foi o líder da sub-unidade.
Em 2009, SS501 retornou como um grupo de cinco membros e lançou Rebirth. Em agosto, eles embarcaram em sua primeira turnê asiática Persona, com dois concertos em Seul. Foi seguido por quinze concertos no Japão, Taiwan, Hong Kong, Tailândia, China, Malásia e Singapura.
Em maio de 2010, SS501 lançou Destination, produzido por Steven Lee. Um mês depois, em junho de 2010, após a expiração do contrato do grupo com a DSP Media, todos os membros mudou-se para outras empresas de gestão para prosseguir carreiras solo. No entanto, Kim Hyun-joong, o líder, afirmou que o grupo não se desfez.
Em outubro de 2013, todos os cinco integrantes do SS501 apareceram juntos em um palco e performaram juntos como um grupo novamente após três anos, como visto no UNIQLO AX Hall.
Em janeiro de 2015, o grupo de projeto especial do SS501 consistindo de Young-saeng, Kyu Jong e Hyung Jun performou no palco juntos no Musical & Talk Concert, organizado pelo Seoul Police Promotional Team, que é onde Heo Young Saeng está cumprindo seus deveres militares.
Em janeiro de 2016, o grupo de projeto especial do SS501 oficialmente recebeu o título Double S 301 e fez o seu retorno. Em 20 de janeiro, a CI Entertainment anunciou a data de lançamento do álbum ETERNAL 5, 16 de fevereiro. O grupo teve um concerto no BLUE SQUARE Samsung Card Hall em 19 e 20 de março, titulado "2016 Double S 301 CONCERT〈U R MAN IS BACK〉IN SEOUL".
Na sequência do retorno coreano de Double S 301, eles se preparam para voltar à se promover no Japão, com um álbum titulado "'Eternal S". Além disso, eles realizaram um concerto em Tokyo e Osaka. Particularmente no Tokyo Dome City Hall e Orix Theater em 25 e 27 de abril respectivamente.
Em maio de 2016, para comemorar o aniversário de 11 anos do grupo, CI Ent anunciou através do Twitter que o Double S 301 retornaria com um álbum especial.
O álbum especial ESTRENO foi lançado em 9 de junho, com a primeira volta aos palcos em 8 de junho. A palavra significa 'estreia' em espanhol, o que faz alusão ao álbum que saiu no 11º aniversário de estreia do SS501.

## Etimologia
O nome do grupo é uma combinação de letras e números que têm significado especial. O primeiro “S” é de "Superstar", o segundo “S” é uma abreviação para "Singer (cantor)", e a combinação de 5, 0 e 1 simboliza "cinco membros unidos como um só para sempre". O nome ofical do fã-clube do SS501 é Triple S (SSS), que significa "Super Star Supporters (apoiadores de super star)". O primeiro álbum de estúdio, titulado ST 01 Now, é uma combinação do "S" de SS501, "T" de Triple S e "01 NOW (01 agora)" que, quando combinados juntos, significa "SS501 e Triple S unidos como um de agora até sempre".

## História

### Pré-estreia
Antes de estrearem com o SS501, a maioria dos membros tinham experiências em entretenimento.
Inicialmente, Kim Hyun-joong estrearia em um grupo de cinco membros, do qual Han Yeon do B2Y seria líder e Kim o maknae. Durante 2001 e 2002, enquanto trabalhava como garçom em um restaurante de família localizado em Jamsil-dong, Kim foi apresentado o CEO de uma empresa que estava em criação. Enquanto o grupo passou por treinamento juntos, eles foram convidados pela empresa a estrear em China como um projeto de grupo Hallyu, mas eles rejeitaram a oferta e o grupo chegou a seu fim.
Heo Young-saeng foi um trainee da S.M. Entertainment por cerca de dois anos e meio. Ele então se juntou à DSP Media, antigamente conhecida como DSP Entertainment, e trainou por 3 meses antes de estrear como um membro de SS501. De acordo com seu pai, se ele ficasse na S.M. ele provavelmente teria estrado junto do Super Junior.
Park Jung-min foi uma vez um modelo comercial para preservativos. Quando tinha 13 anos, foi agenciado por uma agência e foi aceito por ambas DSP Media e S.M. Entertainment. Nessa altura, S.M. Entertainment disse-lhe que estavam a preparar um novo grupo, mas que o grupo consistia de muitos membros, que segundo Park era provavelmente Super Junior já que os viu ensaiando também.
Kim Hyung-jun apareceu no vídeo musical Catch de Ock Joo-hyun em 2004. Ele também foi o primeiro a ser incluído no SS501, tendoo período de treinamento mais longo.
Além disso, SS501 teve seu primeiro show de variedades antes de oficialmente estrear intitulado SS501 M!Pick pela Mnet, documentando seus dias de pré-estréia e os três meses após sua estréia.

### 2005–2006: Estreia
SS501 oficialmente estreou em 8 de junho de 2005, juntamente com seu primeiro mini-álbum, Kyeonggo (em coreano:  "경고", "Warning");. Seu segundo mini-álbum, Snow Prince foi lançado no final de 2005, cinco meses após sua estréia. Durante este tempo, eles também estabeleceram seu nome de fã clube oficial, "Triple S", e cor do fã clube, verde pérola. O grupo ganhou popularidade imediatamente como ganharam muitos prêmios de Rookie após sua estreia.
O grupo esteve inativo na Coreia durante a maior parte de 2006, mas tiveram seu primeiro encontro com fãs no Japão em abril do mesmo ano. A razão foi devido à condição de garganta Heo Young Saeng, que precisou passar por uma cirurgia, resultando na necessidade de tempo para se recuperar completamente. Em meados de 2006, eles realizaram seu primeiro show de sucesso, "Step Up Concert" em Osaka, Japão. No final de 2006, eles voltaram para a Coreia, a fim de promover seu primeiro álbum de estúdio, intitulado  S.T 01 Now, que foi lançado em 10 de novembro. Singles do álbum incluem "Unlock" e "Four Chance".  Junto com a promoção do álbum em vários shows de variedades e de música, eles também gravaram um show na Mnet, chamado SS501 SOS. O grupo (com a exceção de Heo Young Saeng, que estava se recuperando da cirurgia) também dublou o filme de animação de 2006 O Mar Não Está Para Peixe.

### 2007–2008: Sucesso, estreia japonesa,Boys Over Flowerse sub-unidade

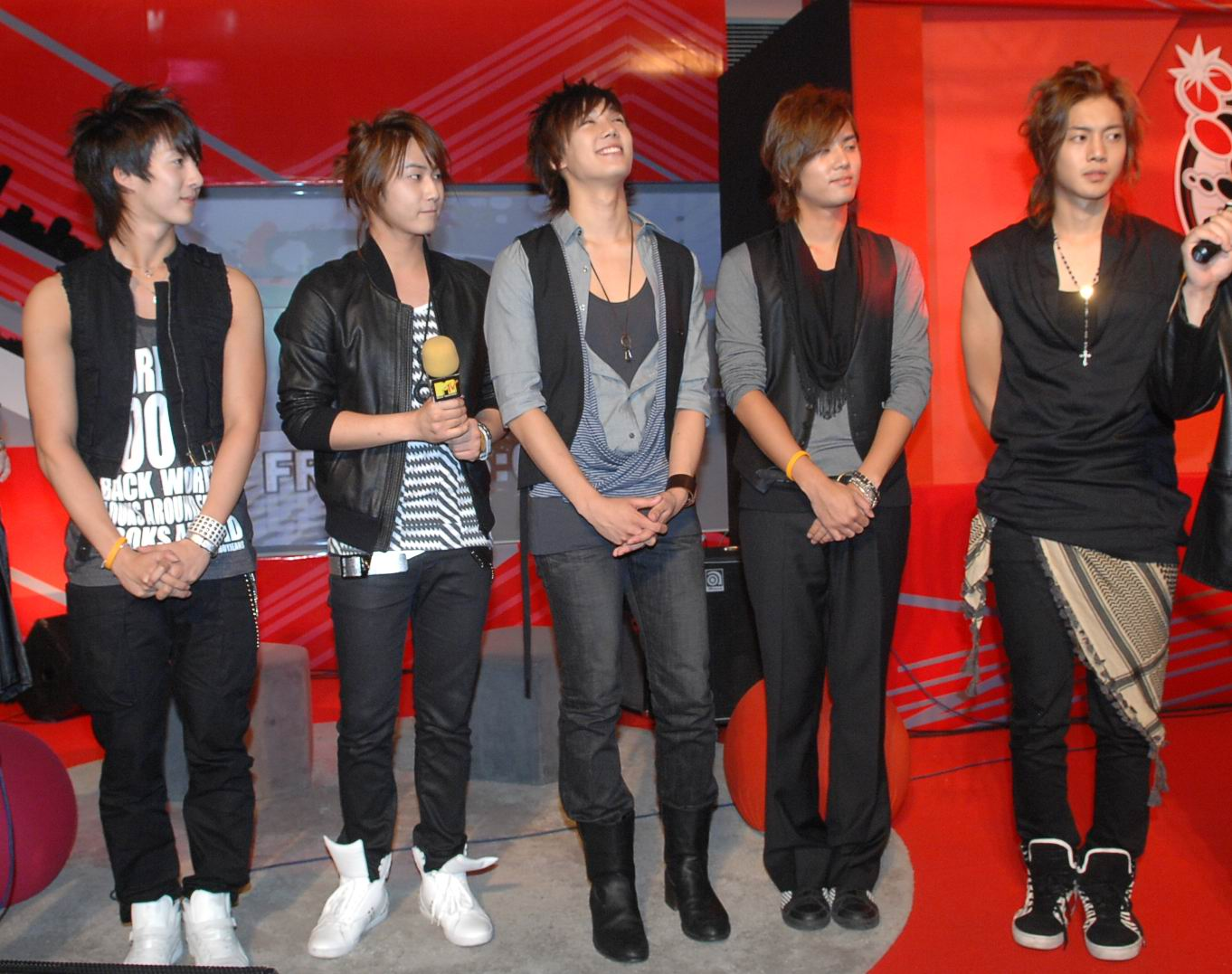
SS501 no My Style My MTV em 2008

Mais tarde, em 2007, o grupo estreou no mercado japonês para expandir suas atividades e desafiar-se fora da Coreia. Um fã clube japonês foi estabelecido com o nome "Triple S Japan", que oficialmente estreou em 25 de março de 2007, quando SS501 teve sua primeira reunião oficial com o clube. Nesse momento, o grupo lançou o single Kokoro, juntamente de várias versões, incluindo uma com todos os membros e cinco com cada membro individualmente. O single estreou no quinto lugar da parada musical do Oricon e alcançou o terceiro lugar no dia seguinte. Ele também foi escolhido como a canção de encerramento para o anime titulado Blue Dragon.
SS501 apareceu no drama japonês Hotelier como cameo vistos no episódio sete. Em maio de 2008, Kim Hyun-joong se juntou ao elenco de We Got Married junto de Hwangbo no 9º episódio. Os outros membros frequentemente apareceram no programa também, enquanto faziam suas atividades japonesas e gravavam seu segundo single. Mais tarde, em setembro, SS501 lançou seu segundo single no Japão titulado Distance.Em 24 de outubro, um mês depois, um álbum completo foi lançado, sendo auto-intitulado SS501. SS501 também recebeu o "Newcomer Award" pela Japan Gold Disc Award em janeiro de 2008; esta foi a primeira vez em que um artistas coreano recebeu este prêmio.

## Integrantes
| Nome           | Hangul | Data de Nascimento                | Posição no grupo                                | Twitter      |
| -------------- | ------ | --------------------------------- | ----------------------------------------------- | ------------ |
| Kim Hyun-joong | 김현중 | 6 de Junho de 1986 (34 anos)      | Líder, Dançarino Principal, Vocalista e Visual. | -            |
| Heo Yong-saeng | 허영생 | 3 de Novembro de 1986 (33 anos)   | Vocalista Principal.                            | @mystyle1103 |
| Kim Kyu-jong   | 김규종 | 24 de Fevereiro de 1987 (33 anos) | Rapper Principal.                               | -            |
| Park Jung-min  | 박정민 | 3 de Abril de 1987 (33 anos)      | Dançarino Líder e Vocalista.                    | @jungmin0403 |
| Kim Hyung-jun  | 김형준 | 3 de Agosto de 1987 (32 anos)     | Rapper Líder e Maknae.                          | @hyungjun87  |

## Discografia

### Discografia coreana
Álbuns de estúdio
- SS501 S.T 01 Now (2006)

Mini álbuns
- Warning (2005)
- Snow Prince (2005)
- Deja Vu (2008)
- Find (2008)
- U R Man (2008)
- Solo Collection (2009)
- Rebirth (2009)
- Destination (2010)

### Discografia japonesa
Álbuns de estúdio
- SS501 (2007)
- All My Love (2009)

Mini álbuns
- Kokoro (2007)
- Distance (2007)
- Lucky Days (2009)

## Temas de Doramas
A boy band SS501 teve suas músicas como parte de trilhas sonora de dois doramas coreanos.
- Boys Before Flowers - Because I'm Stupid
- Playfull Kiss - One More Time

Ambos os doramas tiveram a participação (em Playful Kiss como protagonista) do cantor e líder da banda Kim Hyun Joong.